# Eugène Constant

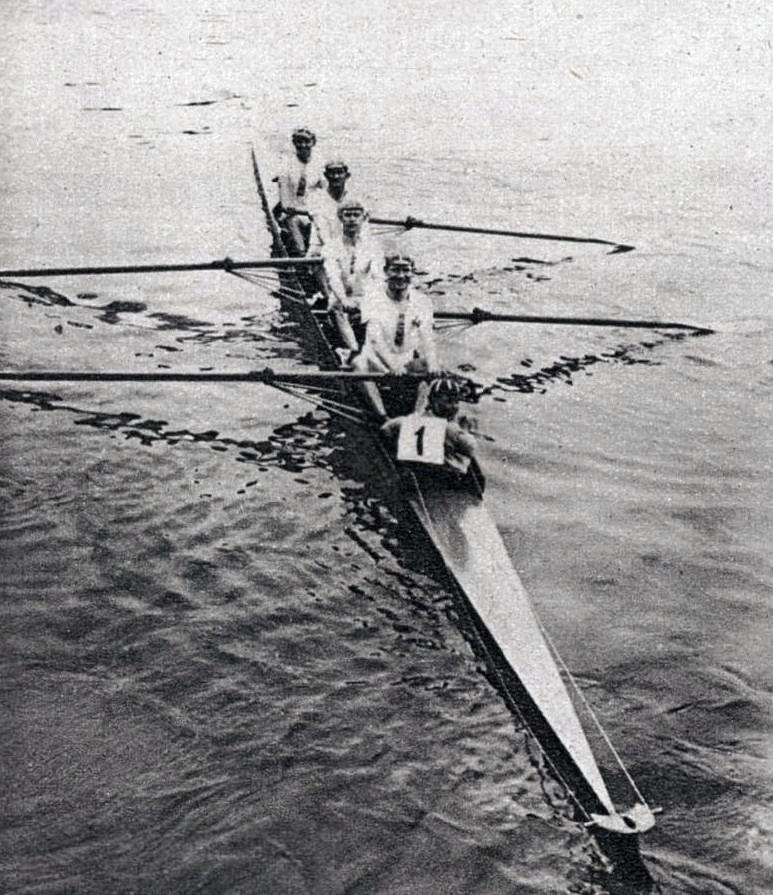
Raymond Talleux, Eugène Constant, Louis Gressier, Georges Lecointe und Steuermann Marcel Lepan 1924 als Sieger der vorolympischen Regatta

Eugène Louis Constant (* 8. Januar 1901 in Boulogne-sur-Mer; † 22. Oktober 1970 ebenda) war ein französischer Ruderer, der 1924 Olympiazweiter im Vierer mit Steuermann wurde.

## Sportliche Karriere
Eugène Constant ruderte für die Émulation Nautique Boulonnaise in Boulogne-sur-Mer. Bei den Europameisterschaften 1923 gewann er zusammen mit Raymond Talleux und Steuermann Ernest Barberolle Bronze im Zweier mit Steuermann hinter den Booten aus der Schweiz und aus Italien.
Bei den Olympischen Spielen 1924 in Paris gewannen Constant und Talleux mit Steuermann Marcel Lepan den Vorlauf vor dem Boot aus den Vereinigten Staaten. Im zweiten Vorlauf siegten die Schweizer vor den Italienern. Im Finale führten lange die Franzosen, fielen aber auf dem letzten Streckenteil zurück. Die Schweizer gewannen vor den Italienern, das Boot aus den Vereinigten Staaten erhielt die Bronzemedaille vor den Franzosen. Im Vierer mit Steuermann traten Talleux, Constant und Lepan zusammen mit Louis Gressier und George Lecointe an. Die Franzosen gewannen ihren Vorlauf. Im Finale siegten die Ruderer aus der Schweiz mit drei Sekunden Vorsprung vor den Franzosen, dahinter erreichten die Ruderer aus den Vereinigten Staaten als Dritte das Ziel vor den Italienern.
Constant war 1923 und 1924 französischer Meister im Zweier mit Steuermann sowie 1924 und 1926 im Vierer mit Steuermann. Constant war später Bauunternehmer und Präsident der Émulation Nautique Boulonnaise. Im französischen Ruderverband stieg er bis zum Vizepräsidenten auf.